# Быстряков, Алексей Степанович
Алексей Степанович Быстряко́в (1926—1970) — советский актёр и театральный педагог.

## Биография
В прошлом чабан.
Окончил драматическую студию при Саратовском ТЮЗе. В 1944—1967 годах — актер Саратовского ТЮЗа.
Преподавал в Саратовском театральном училище имени И. А. Слонова мастерство актера (среди учеников — Олег Янковский).
В 1967—1970 годах — режиссёр и актёр Ставропольского ТД имени М. Ю. Лермонтова.

## Роли в театре
- 1943 — «Доходное место» А. Н. Островского — половой Василий
- 1947 — «Особое задание» С. В. Михалкова — Миша Лозников; «В начале мая» В. А. Любимовой — Алёша
- 1948, 1952 — «Ревизор» Н. В. Гоголя — трактирный слуга
- 1948 — «Аленький цветочек» по С. Т. Аксакову — работник Антон; «Товарищи» В. И. Пистоленко — Жутаев
- 1949 — «Воробьёвы горы» А. Д. Симукова — Борис Грамматчиков; «Сказка о царе Салтане» А. С. Пушкина; «Я хочу домой» С. В. Михалкова — Янис; «Два капитана» по В. А. Каверину — Саня Григорьев; «Призвание» Г. Штейна — курсант
- 1950 — «Не все коту масленица» А. Н. Островского — Ипполит; «Семья» И. Ф. Попова — Владимир Ильич Ульянов; «Ее друзья» В. С. Розова — Володя Чернышёв; «Золотое сердце» А. Н. Матвеенко — Василей, жених Светланы и Гаврила
- 1951 — «Алёша Пешков» О. Д. Форш и И. А. Груздева — Цыганок
- 1952 — «Гимназисты» К. А. Тренёва — Павел Воронин; «Ромео и Джульетта» Шекспира — Ромео
- 1953 — «Страница жизни» В. С. Розова — Костя Полетаев; «Три сестры» А. П. Чехова — Федотик; «Не называя фамилий» В. Б. Минко — Максим Кочубей
- 1955 — «Настоящий человек» Б. Н. Полевого — Алексей Маресьев; «Сирано де Бержерак» Э. Ростана — Де Вальвер; «Пахарева дочка» И. В. Карнауховой — боярин Алёша
- 1956 — «Чудесный сплав» В. М. Киршона — Гоша Филиппов; «Старые друзья» Л. А. Малюгина — Александр Зайцев; «Домби и сын» Ч. Диккенса — Джеймс Каркар
- 1957 — «Юность отцов» Б. Л. Горбатова — Антон, Валя Сосновский; «Ученик дьявола» Б. Шоу — Ричард Даджен; «Враги» М. Горького — Греков
- 1958 — «Заводские ребята» И. С. Шура — Ваня; «Горящее сердце» И. С. Шура — Саша Матросов
- 1959 — «Ворон» К. Гоцци — Маллон-король Фратомброзы
- «Гамлет» Шекспира — Гамлет

## Награды и премии
- Заслуженный артист РСФСР (30 октября 1958)
- Сталинская премия третьей степени (1952) — за исполнение роли Цыганка в спектакле Саратовского ТЮЗа «Алёша Пешков» О. Д. Форш и И. А. Груздева.